# Antonio Saura (director de escena)
Antonio Saura García (Murcia, 11 de junio de 1964) es un director de escena español. A lo largo de su trayectoria, destaca como director artístico y miembro fundador de la compañía murciana Alquibla Teatro (1984). Desde 2010, combina esta tarea con su trabajo como profesor de interpretación y dirección escénica en Alquibla Escuela de Teatro. 

## Trayectoria
Licenciado en Dirección Escénica por la Escuela Superior de Arte Dramático de Murcia (1992-1996), fue miembro del Consejo Asesor de Teatro de la Comunidad Autónoma de la Región de Murcia entre 1990 y 1994 y Director artístico del Teatro-circo Apolo de El Algar (Cartagena, Murcia), entre octubre de 2010 y marzo de 2013. Es miembro de la Asociación de Directores de Escena de España desde 1994; socio fundador de MurciaaEscena, Asociación de Empresas Productoras de Artes Escénicas de la Región de Murcia (2002); miembro de la Academia de las Artes Escénicas de España (2014);  socio fundador de DEMurcia, Asociación de Directores de Escena Profesionales de la Región de Murcia (2018) y presidente de la misma de 2018 a 2021. 
La mayor parte de su trabajo profesional está unido a la compañía murciana Alquibla Teatro, compañía de la que ha sido fundador y director de sus espectáculos desde 1984. A lo largo de más de treinta años ha desarrollado una serie de constantes escénicas, que conforman la ética y estética sus puestas en escena.
Entre sus últimas puestas en escena, encontramos Orgullecidas de Alba Saura (2020), Mucho Ruido About Nothing de William Shakespeare, versión libre de Alba Saura (2019), Los Caciques de Carlos Arniches (2017), Macbeth de William Shakespeare (2016), La Malquerida de Jacinto Benavente (2014) y La casa de Bernarda Alba de Federico García Lorca (2011). Además, promovió el espacio Alquibla Espacio Virtual – Rumbo a lo Mejor, con estrenos de Teatro Zoom durante 2020 como Llévame contigo. Concierto para una mujer sola de Fulgencio M. Lax.

## Distinciones
- Premio Ciudad de Murcia Mejor Director por Contra Lujuria (1988).
- Premio del Público al Mejor Espectáculo por Las reinas del Orinoco en el Certamen de Teatro de Torreperogil (Jaén,1998).
- Premio Mejor Espectáculo por El sueño de una noche de verano en el Certamen de Teatro Garnacha de Rioja-Haro (2001).
- Premio a la Mejor Labor Cultural de la III Edición de los Premios El Faro de Murcia (2004).
- Premio del público a Mejor Espectáculo en el Certamen Nacional de Teatro Garnacha de Rioja-Haro con Bodas de Sangre (2004).
- Premio del público del XXIX Certamen Nacional de Teatro Arcipreste de Hita con El día más feliz de nuestra vida (2007).
- Nominado a los Premios Max en la categoría de Mejor Espectáculo Revelación con El sueño de una noche de verano (2001), El fantasma de Canterville (2003), Bodas de sangre (2005) y La casa de Bernarda Alba (2012).
- Nominado a Mejor Dirección Escénica en los Premios Azahar de las Artes Escénicas de la Región de Murcia, MurciaaEscena (2017).
- Nominado a Mejor Dirección Escénica, por Los Caciques, en los Premios Azahar de las Artes Escénicas de la Región de Murcia, MurciaaEscena (2018).